# Deutsche Hochschule für Körperkultur und Sport

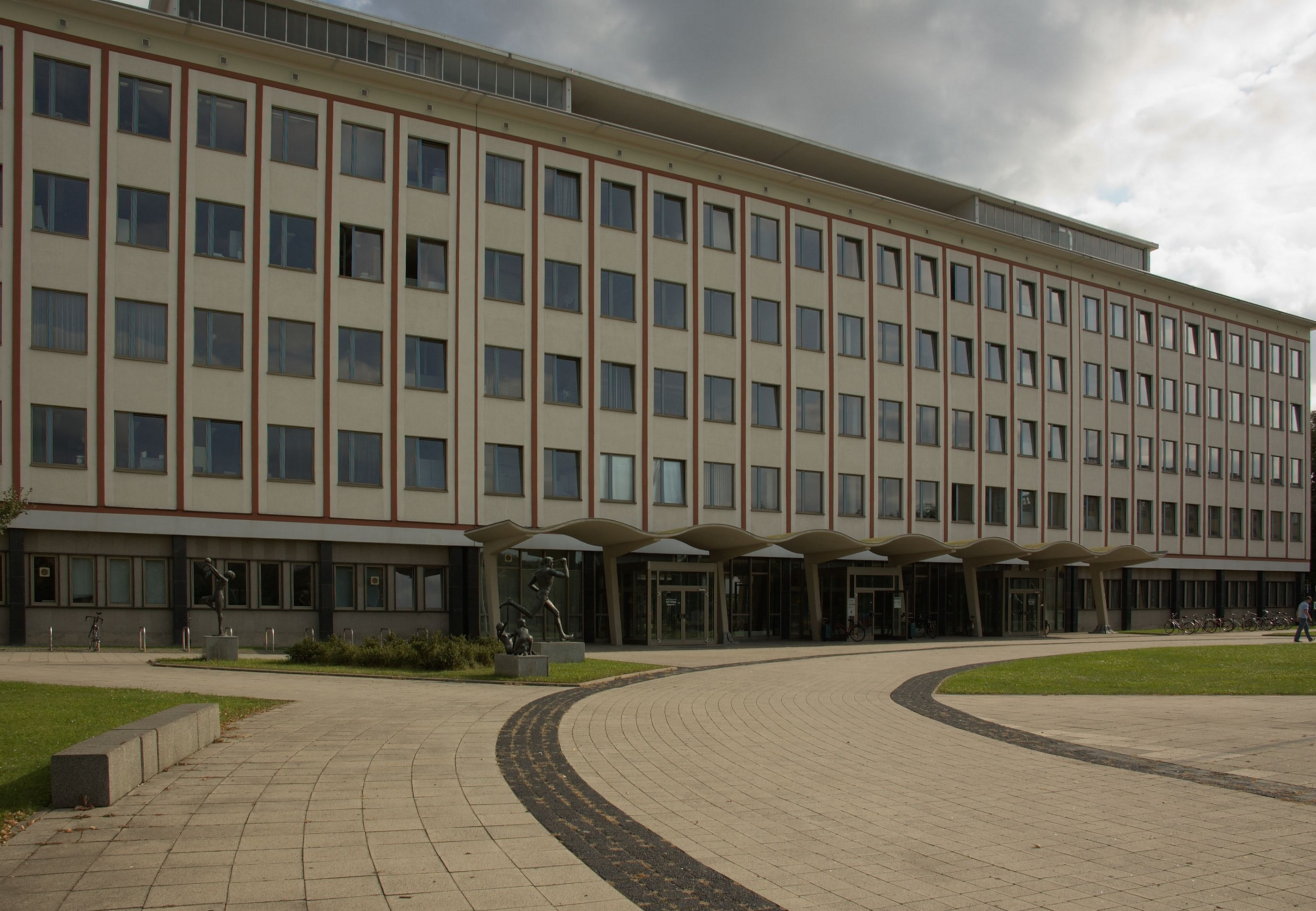
Före detta Deutsche Hochschule für Körperkultur und Sport

Deutsche Hochschule für Körperkultur und Sport (DHfK) var en högskola för sport i Leipzig. Den skapades 1925. DHfK blev mest känt som en viktig del i Östtysklands sport och här har en rad framgångsrika tränare och idrottare studerat. Skolan upplöstes 1990.